# Lukanivka, Krîve Ozero
Lukanivka (în ucraineană Луканівка) este o comună în raionul Krîve Ozero, regiunea Mîkolaiiv, Ucraina, formată numai din satul de reședință.

## Demografie
Componența lingvistică a comunei Lukanivka
     Ucraineană (96,11%)
     Rusă (1,95%)
     Română (1,24%)
     Alte limbi (0,27%)
Conform recensământului din 2001, majoritatea populației comunei Lukanivka era vorbitoare de ucraineană (96,11%), existând în minoritate și vorbitori de rusă (1,95%) și română (1,24%).